# Масонская ложа Перигё
Здание масонской ложи находится в городе Перигё, в префектуре Дордонь, во Франции. Оно представляет собой здание, северный и западный фасады которого были перестроены в XIX веке из более древних.
Фасады и кровля классифицируются как исторические памятники согласно указу от 29 октября 1975 года.

## Здание
Здание находится в центре города Перигё, на углу улиц Сен-Фрон 10 и Нотр-Дам, менее чем в ста метрах к северу от собора Сен-Фрон. В здании располагается масонская ложа и другие помещения этого масонского храма.

## История
В конце XVIII века в помещении старого трактира к северу от собора Сен-Фрон был открыт зал комедии. Он стал первым «театром» в Перигё, весьма сомнительным с точки зрения безопасности строения. С 1836 по 1838 в Перигё на одном из бульваров был построен новый театр, достойный именоваться так.
Помещение стало свободным, и его в 1841 году сдали в аренду местной масонской ложе, которая пользовалась им с 1842 года, а в 1857 году стала владельцем здания.
В 1858 году город решил проложить улицу Сен-Фрон, а три года спустя уступил ложе землю на западной стороне здания вдоль улицы. Работа по возведению нового фасада была выполнена по проекту архитектора Антуана Ламбера и скульптора Грассе. Строительство было проведено в 1868 — 1869 годах.
Лицевая сторона, выходящая на улицу Нотр-Дам, не столь старинная и датируется периодом 1885—1901 годами.
Скульптуры, изображающие масонские эмблемы, были уничтожены в начале 1941 года по приказу режима Виши и были восстановлены только в 1987 году.
В 1975 году здание масонской ложи в Перигё было включено в список исторических памятников фасадов и кровлей.

## Архитектура
Фасады здания на улице Сен-Фрон с запада и на улице Нотр-Дам с севера выполнены в мавританском стиле с элементами балканских украшений. Окна фасадов украшены машрабиями. На главном фасаде окна на первых этажах увенчаны скульптурами знаковых символов масонства — циркулями и наугольниками, отвесами, мастерками, молотами… Вход увенчан тимпаном, украшенным большим количеством листвы, в центре которого находится пятиконечная звезда. Центральное верхнее окно обрамлено пилястрами и увенчано треугольным фронтоном. Везде на фасадах нижний край крыши подчёркнут геометрическим фризом.

## Галерея

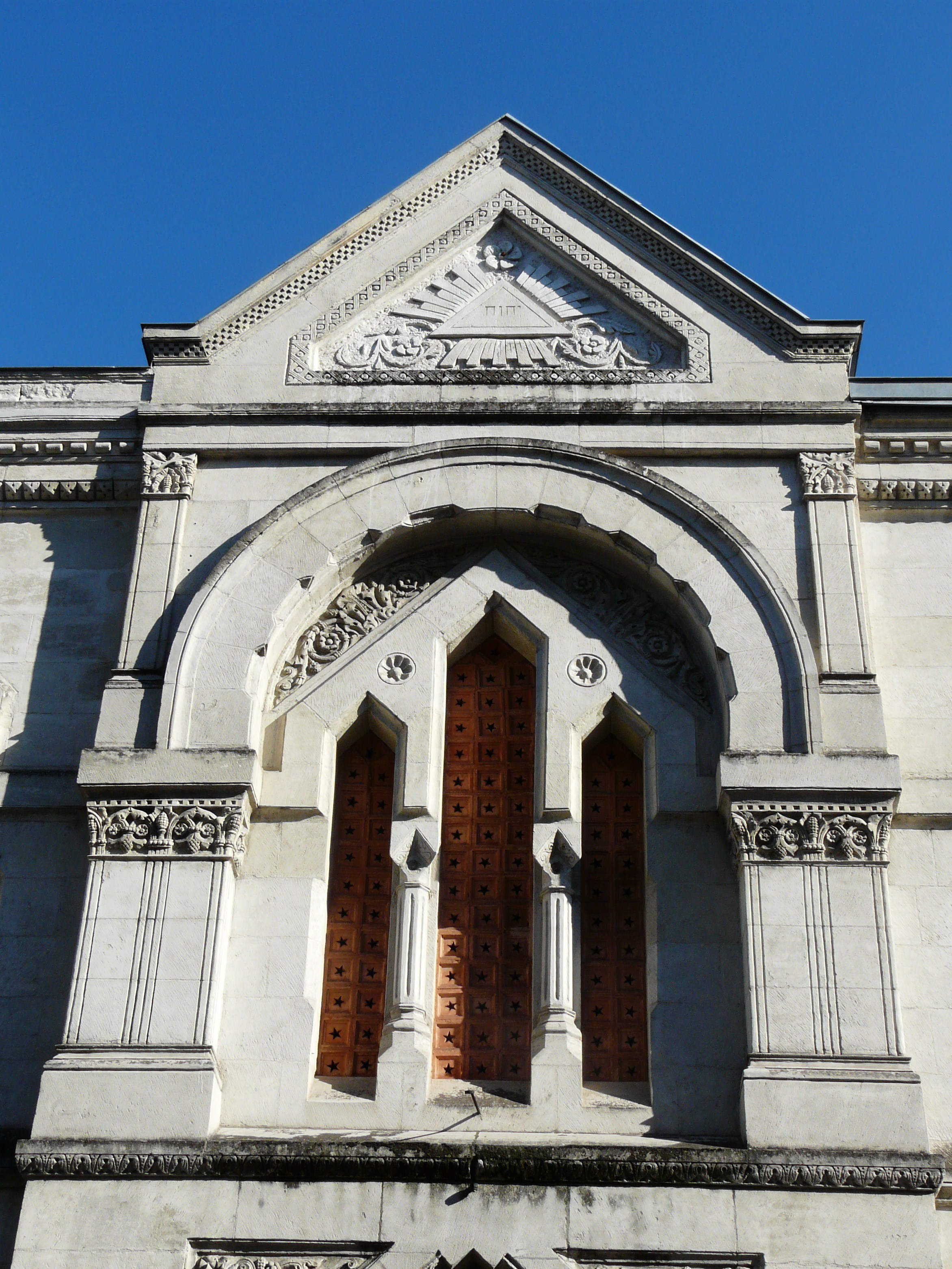
Окно и фронтон над входом
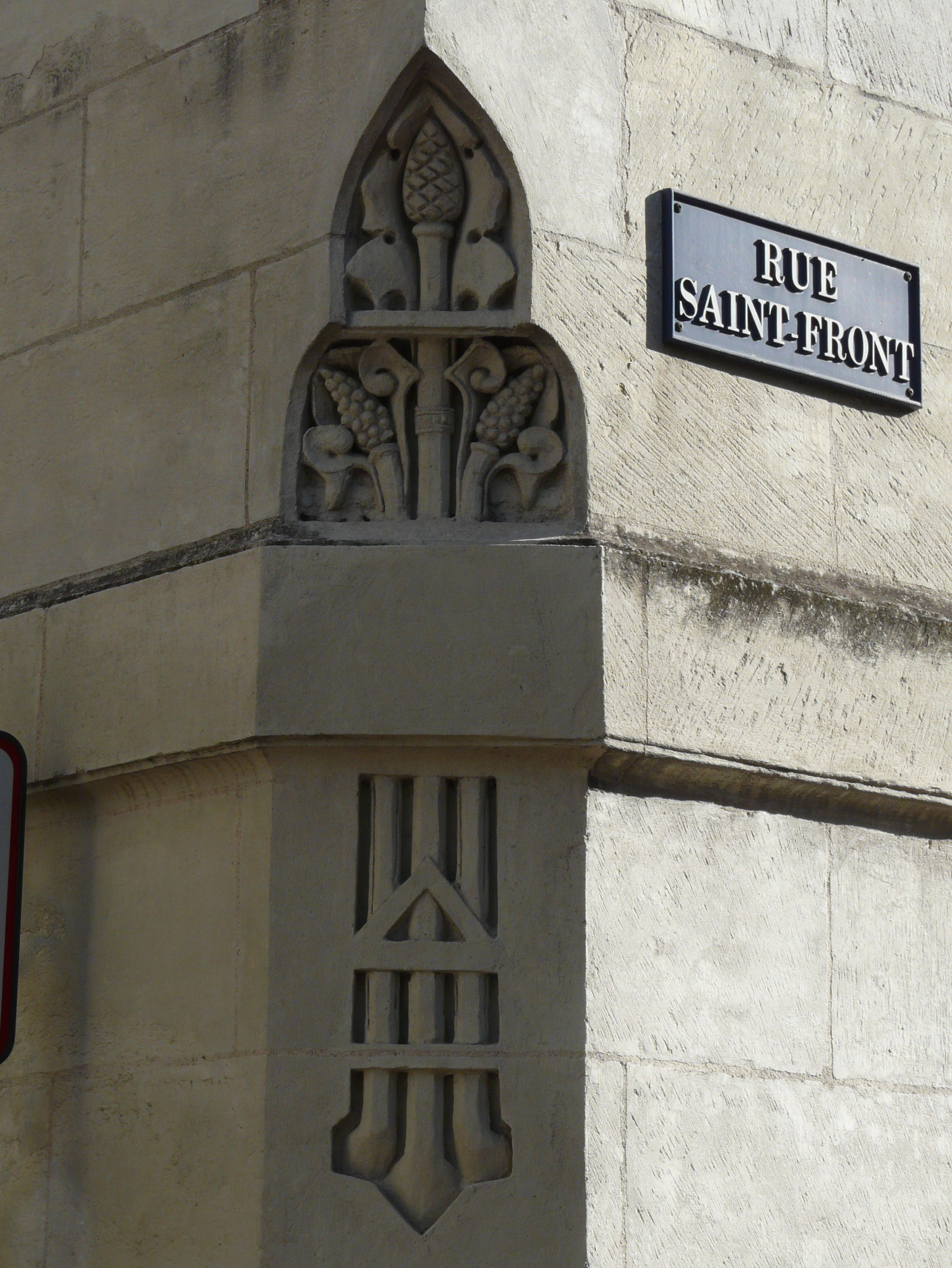
Угол улиц Сен-Фрон и Нотр-Дам
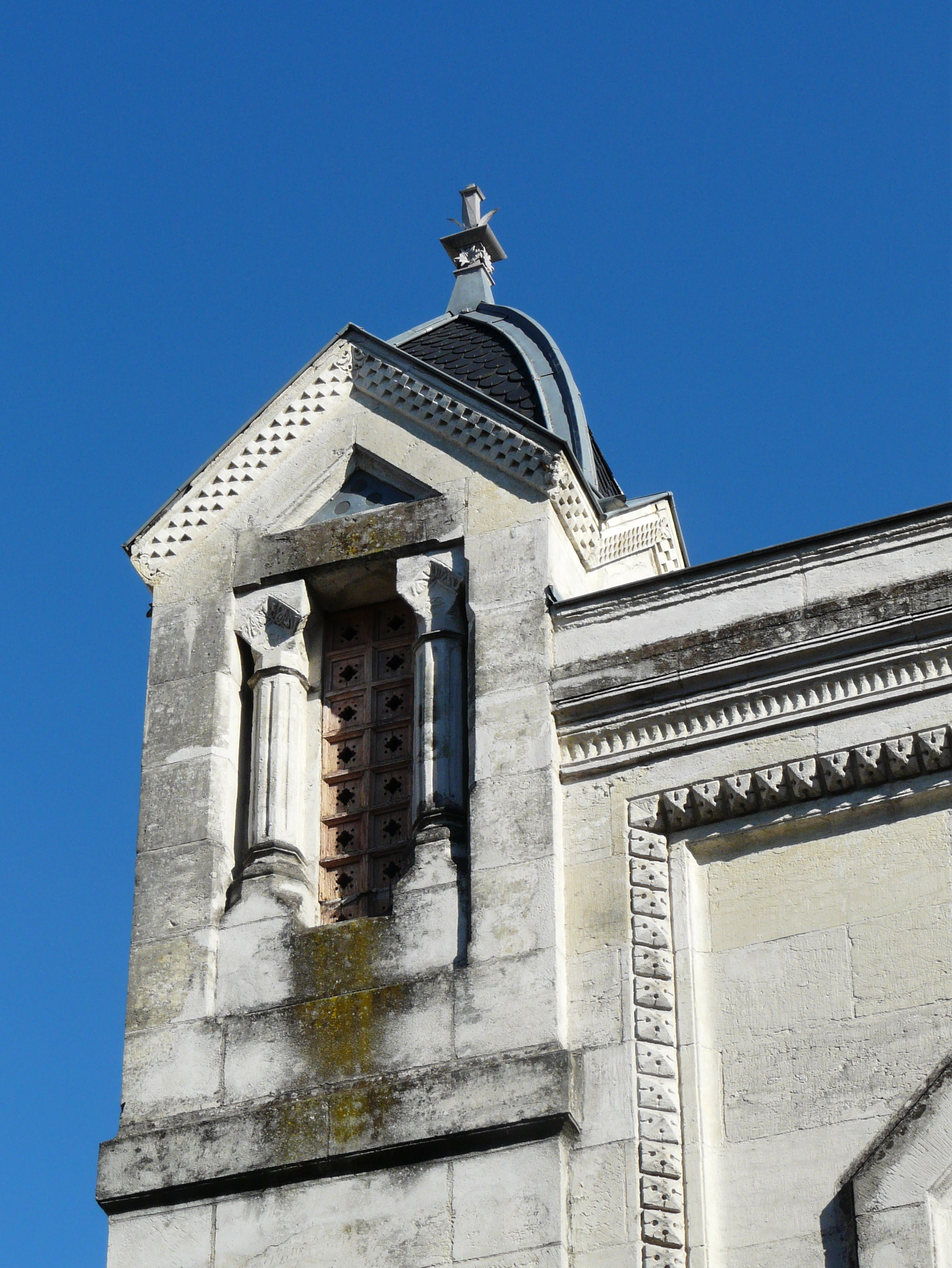
Слуховое окно на углу улиц Сен-Фрон и Нотр-Дам
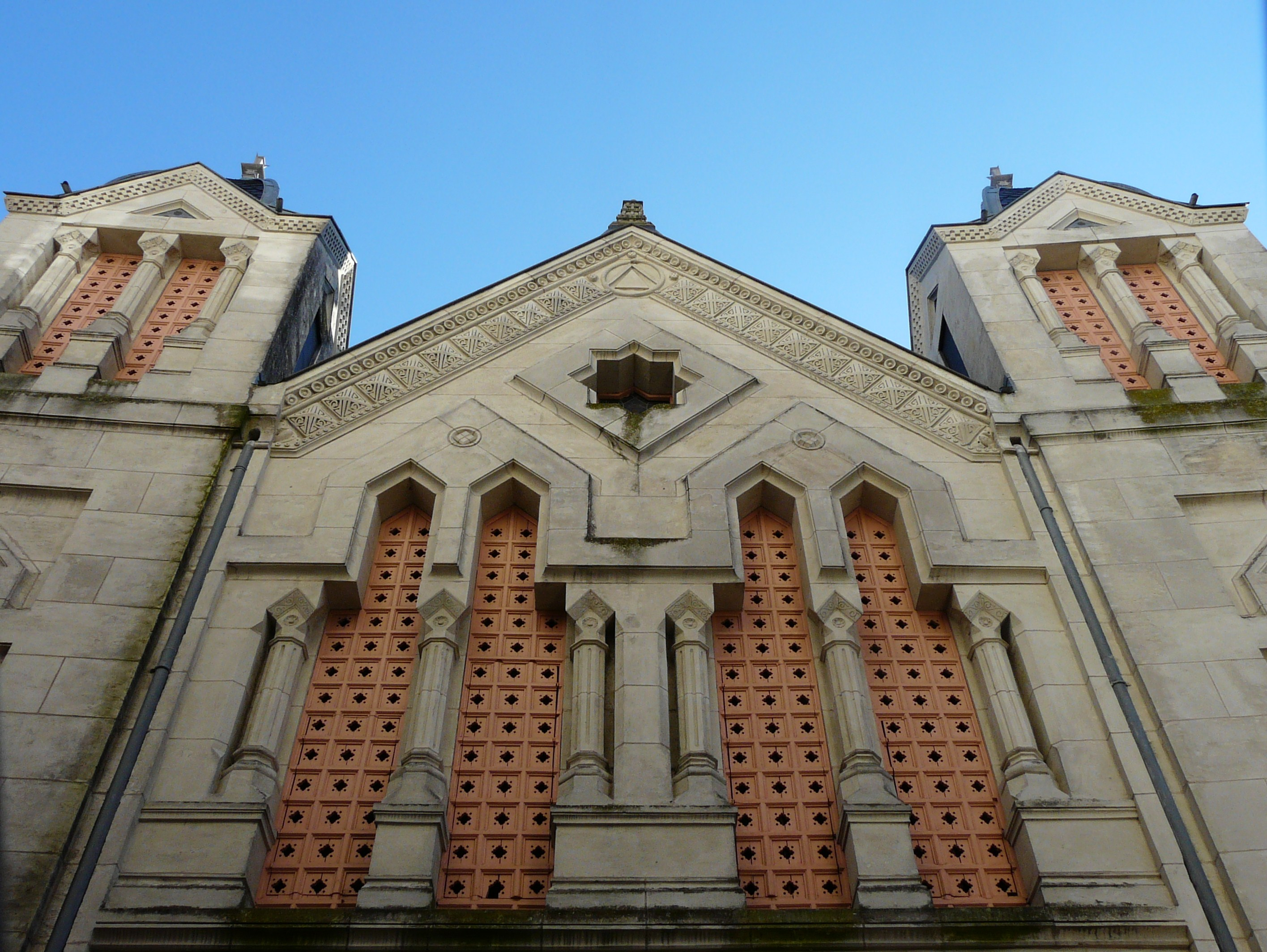
Фасад здания, выполненный в исламском стиле. Угол улицы Нотр-Дам
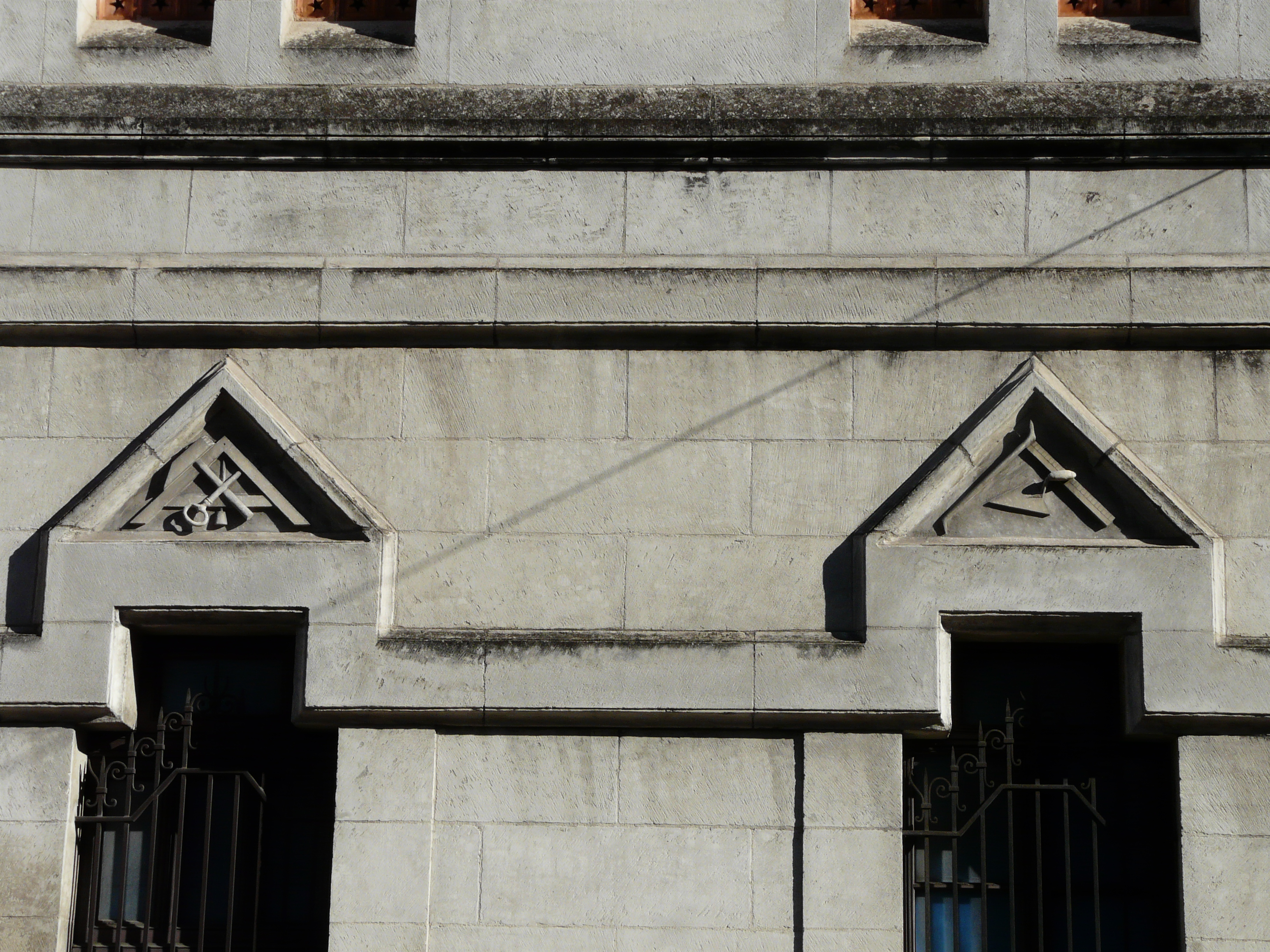
Улица Сен-Фрон, изображение масонских инструментов
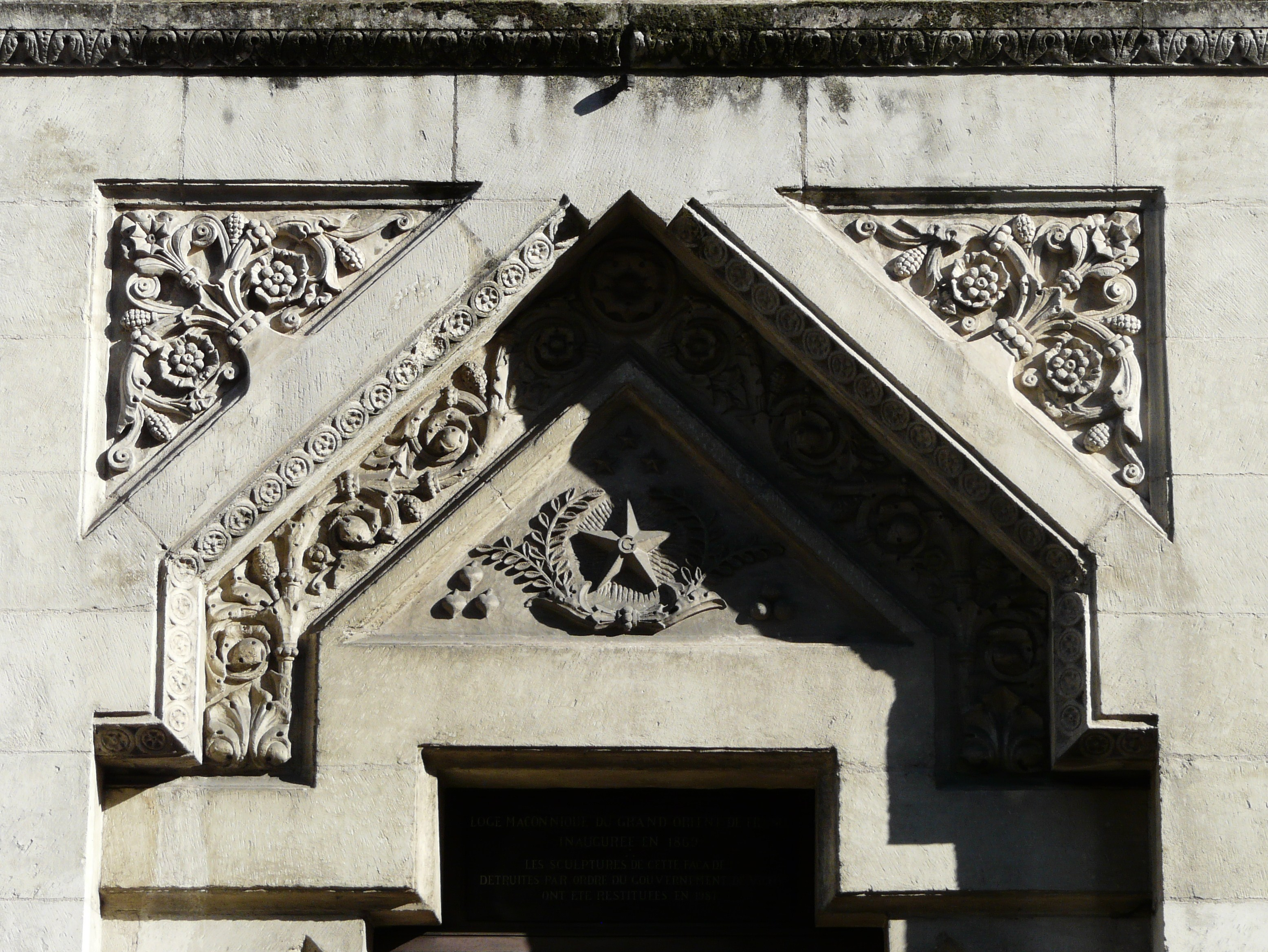
Тимпан над входом
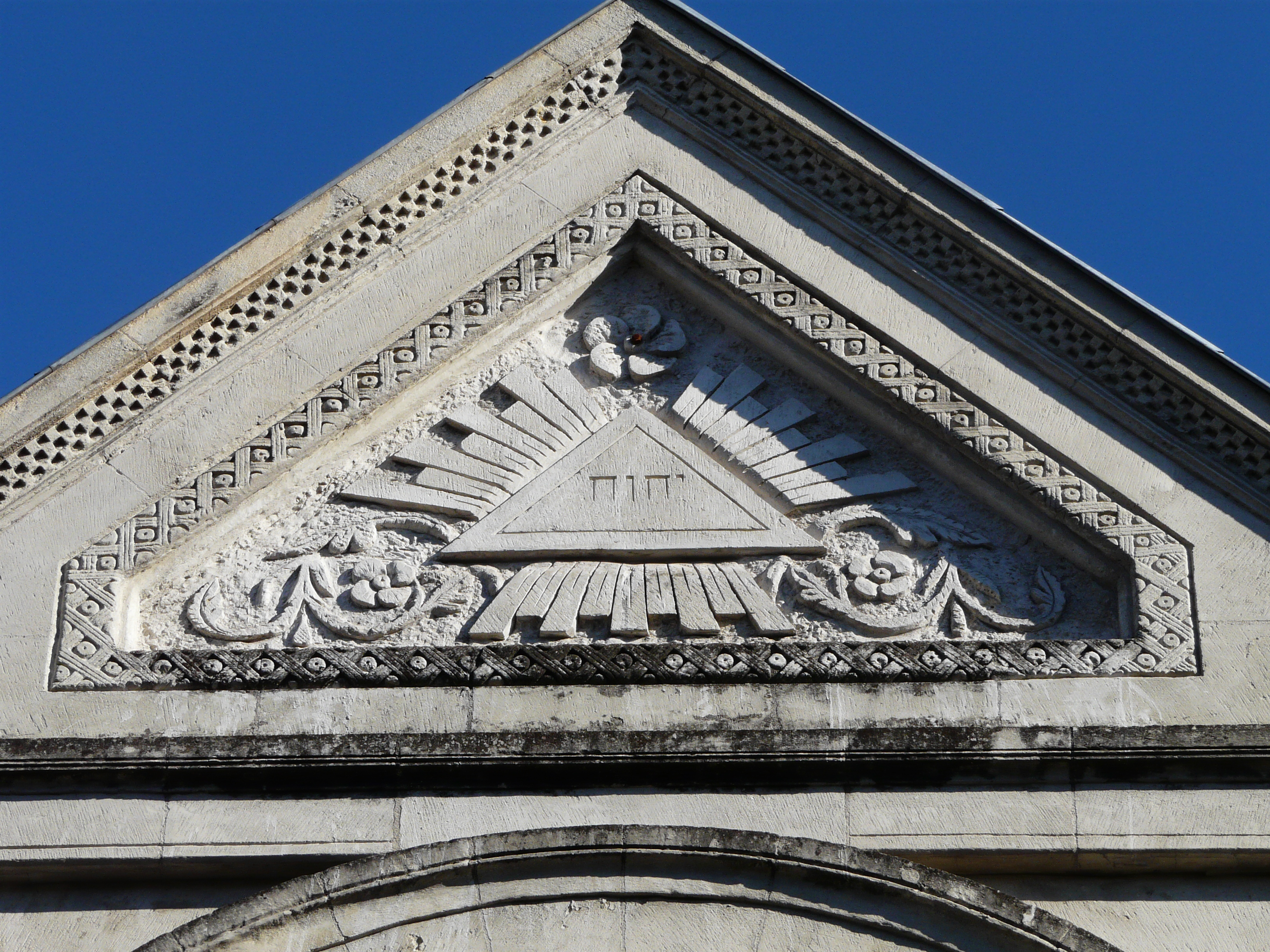
Карниз с барельефом лучезарной дельты и вписанным в него Тетраграмматоном
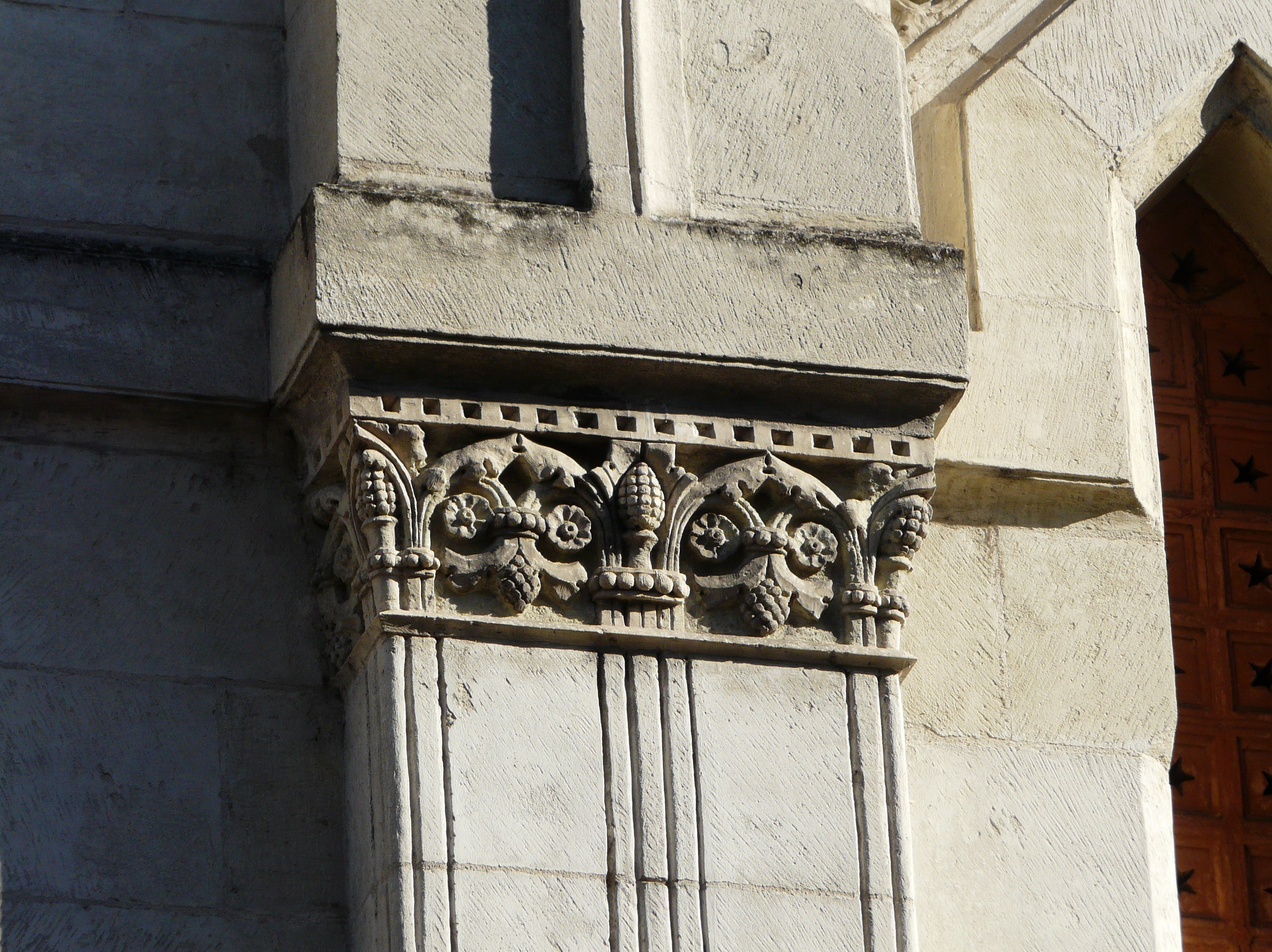
Пилястры у входа в здание